# Michail Stepanowitsch Beskrowny
Michail Stepanowitsch Beskrowny (russisch Михаил Степанович Бескровный; * 1840 im Ujesd Feodossija, Gouvernement Taurien; † 14. Januarjul. / 26. Januar 1898greg. in Sankt Petersburg) war ein russischer Schachspieler.

## Leben
Von 1850 bis 1857 besuchte Beskrowny das Gymnasium beim Richelieu-Lyceum in Odessa. Anschließend absolvierte er ein Studium zum Bergbauingenieur in Sankt Petersburg und Paris. Er wurde Mitglied des von Ilja Schumow 1869 gegründeten Schachklubs und gehörte mit Schumow, Emanuel Schiffers und Nikolai Petrowski Anfang der 1870er Jahre zu den besten Spielern in Sankt Petersburg. 1870/1871 wurde er Zweiter hinter Schumow beim lokalen Turnier, an dem neun Teilnehmer am Start waren. Er hielt sich einige Jahre in der Schweiz und in Frankreich auf, wo er im April 1873 ein Monatsturnier im Pariser Café de la Régence gewinnen konnte.
In der Folgezeit frequentierte Beskrowny jahrelang das Café an der Rue Saint-Honoré. Sein ständiger Gegner war einer der besten französischen Spieler Jules Arnous de Rivière. Beskrowny spielte zudem um 1879 mehrere Partien mit Albert Clerc und erzielte eigenen Angaben zufolge eine positive Bilanz. Mit James Mortimer wechselte er vier Partien und holte ein 2:2. Ein weiterer Gegner von Beskrowny im Café war der Engländer George Gossip, mit dem er neben einigen freien Partien ein Match 1879/1880 spielte. Fünf Gewinnpartien reichten zum Sieg, der Zweikampf wurde jedoch nach Vereinbarung als Unentschieden (+4 =1 −4) abgebrochen. Beim Turnier mit Beteiligung von Michail Tschigorin, Simon Alapin und Hermann Clemenz Anfang 1881 in Sankt Petersburg schied Beskrowny aus gesundheitlichen Gründen vorzeitig aus. In den Korrespondenzkämpfen Sankt Petersburg – London und Sankt Petersburg – Krasnojarsk, die in den Jahren 1886/1887 stattfanden, gehörte er zum Spielkomitee.
Beskrowny verstarb am 14. Januar 1898 und wurde auf dem Smolensker orthodoxen Friedhof in Sankt Petersburg begraben. Im Nachruf, der in der Wsemirnaja Illjustrazija veröffentlicht wurde, hieß es, sein Stil sei durch „Glanz und Schönheit“ gekennzeichnet gewesen. Auch in ausländischen Zeitschriften, darunter im British Chess Magazine und in der Deutschen Schachzeitung, wurde er in kurzen Nachrufen gewürdigt.

## Partiebeispiel
Beskrowny – Chardin, Sankt Petersburg 1873
1. e2–e4 e7–e5 2. Sg1–f3 Sb8–c6 3. Lf1–c4 Sg8–f6 4. d2–d4 e5xd4 5. 0–0 Lf8–c5 6. e4–e5 d7–d5 7. e5xf6 d5xc4 8. Tf1–e1+ Lc8–e6 9. Sf3–g5 Dd8–d5 10. Sb1–c3 Dd5–f5 11. g2–g4 Df5–g6 12. Sg5xe6 f7xe6 13. Te1xe6+ Ke8–d7 14. Sc3–d5 Dg6–f7 (14. … The8 in der Partie Rellstab – Sämisch, Bled 1931 und Schwarz steht besser) 15. Sd5–f4 g7–g5 16. Dd1–f3 Lc5–d6 (Schwarz sollte den Springer auf f4 nehmen) 17. Df3–d5 Ta8–f8 18. Dd5–f5 Kd7–d8 19. Sf4–d5 d4–d3 20. Lc1xg5 Sc6–d4 21. Te6xd6+ c7xd6 22. Df5–e4 Sd4–e2+ 23. Kg1–f1 Tf8–e8 24. Sd5–e7 d6–d5 25. De4–f5 Kd8–c7 26. Se7xd5+ Kc7–d6 27. Sd5–e3 Te8–e5 28. Lg5–f4 Se2xf4 29. Df5xf4 b7–b5 30. c2xd3 c4xd3 31. Ta1–d1 Th8–e8 32. Td1xd3+ Kd6–c6 33. Df4–f3+ Kc6–c7 34. Se3–d5+ Kc7–b8 35. Sd5–e7 1:0